# Młynarzowy Przechód
Młynarzowy Przechód (słow. Sedlo nad Mlynárovou vežou, ok. 1780 m) – szeroka przełęcz w masywie Młynarza w słowackiej części Tatr Wysokich. Znajduje się w jego wschodniej grani, około 100 m na wschód i około 50 m poniżej podstawy wschodniego filara Wielkiego Młynarza. W północno-wschodnim kierunku opada z przełęczy skalisto-trawiasty żleb będący orograficznie prawym odgałęzieniem Młynarzowego Żlebu. Na wschód od przełęczy wznosi się w grani grupa skałek. Najwyższa z nich to Młynarzowa Turnia. Wszystkie te skałki i podstawę filara obficie porasta kosodrzewina.  Na południe, do Młynarkowego Żlebu, opada z przełęczy porośnięte trawą zbocze, nad dnem żlebu poderwane stromą ścianą. 
Młynarzowy Przechód jest częścią Młynarzowej Ławki i ma duże znaczenie dla taterników, przechodzi przez niego bowiem kilka dróg wspinaczkowych. Przez Młynarzowy Przechód prowadzą podejścia pod północno-wschodnie ściany Wielkiego Młynarza, można stąd łatwo dojść do Białowodzkiego Przechodu i Pośredniej Białowodzkiej Przełączki (a z nich do Doliny Ciężkiej. 
Autorem nazwy przełęczy jest Władysław Cywiński.